# Sérvia na era romana
O território do estado moderno da Sérvia fazia parte do Império Romano e mais tarde do Império Romano Oriental ou Bizantino. Em particular, a região da Sérvia Central esteve sob domínio romano por cerca de 600 anos, desde o século I a.C. até a chegada dos eslavos aos Bálcãs durante o século VI. Os territórios foram divididos administrativamente nas províncias de Moesia (posteriormente Mésia Superior), Panônia (posteriormente Panônia Inferior) e Dardânia. Moesia Superior corresponde aproximadamente à Sérvia moderna propriamente dita; Panônia Inferior incluía a parte oriental da Sérvia propriamente dita; Dardânia incluía a parte ocidental da Sérvia propriamente dita.

## História

### Conquista romana
A República Romana conquistou a região da Ilíria em 168 a.C., após as Guerras Ilíricas. "Ilíria" era uma designação de uma região aproximadamente definida dos Bálcãs Ocidentais, vista de uma perspectiva romana, assim como Magna Germânia é um termo geográfico aproximado não delineado por qualquer unidade linguística ou étnica.
A última província de Ilírico ficava a oeste do que hoje é a Sérvia.
Os romanos conquistaram partes da Sérvia em 167 a.C. e estabeleceram a província de Ilírico. O que atualmente é o centro da Sérvia foi conquistado em 75 a.C., quando a província da Mésia foi fundada. Srem é conquistada em 9 a.C. e Backa e Banat em 106 d.C. após a Campanha dácia de Trajano.
A cidade de Sirmio (Sremska Mitrovica) estava entre as quatro principais cidades do final do Império Romano, servindo como sua capital durante a Tetrarquia. A Sérvia contemporânea compreende as regiões clássicas da Mésia, Panônia, partes da Dalmácia, Dácia e Macedônia.
As principais cidades da Mésia Superior no Principado eram: Naísso (atual Nis), Viminácio (atual Kostolac), Singiduno (atual Belgrado), Remesiana (atual Bela Palanka) 